# Lijst van gemeenten in het departement Eure-et-Loir
Hieronder volgt een lijst van de 401 gemeenten (communes) en voormalige gemeenten (communes déléguées) in het Franse departement Eure-et-Loir (departement 28).

## A
Abondant
- Allaines-Mervilliers
- Allainville
- Allonnes
- Alluyes
- Amilly
- Anet
- Ardelles
- Ardelu
- Argenvilliers
- Arrou
- Aunay-sous-Auneau
- Aunay-sous-Crécy
- Auneau
- Les Autels-Villevillon
- Autheuil
- Authon-du-Perche

## B
Baigneaux
- Baignolet
- Bailleau-le-Pin
- Bailleau-l'Évêque
- Bailleau-Armenonville
- Barjouville
- Barmainville
- Baudreville
- La Bazoche-Gouet
- Bazoches-en-Dunois
- Bazoches-les-Hautes
- Beauche
- Beaumont-les-Autels
- Beauvilliers
- Belhomert-Guéhouville
- Berchères-Saint-Germain
- Berchères-les-Pierres
- Berchères-sur-Vesgre
- Bérou-la-Mulotière
- Béthonvilliers
- Béville-le-Comte
- Billancelles
- Blandainville
- Bleury-Saint-Symphorien
- Boisgasson
- Boissy-en-Drouais
- Boissy-lès-Perche
- Boisville-la-Saint-Père
- La Bourdinière-Saint-Loup
- Boncé
- Boncourt
- Bonneval
- Bouglainval
- Le Boullay-les-Deux-Églises
- Le Boullay-Mivoye
- Le Boullay-Thierry
- Boutigny-Prouais
- Bouville
- Bréchamps
- Brezolles
- Briconville
- Brou
- Broué
- Brunelles
- Bû
- Bullainville
- Bullou

## C
Cernay
- Challet
- Champhol
- Champrond-en-Gâtine
- Champrond-en-Perchet
- Champseru
- La Chapelle-d'Aunainville
- La Chapelle-du-Noyer
- La Chapelle-Forainvilliers
- La Chapelle-Fortin
- Chapelle-Guillaume
- Chapelle-Royale
- Charbonnières
- Charonville
- Charpont
- Charray
- Chartainvilliers
- Chartres
- Chassant
- Châtaincourt
- Châteaudun
- Châteauneuf-en-Thymerais
- Les Châtelets
- Les Châtelliers-Notre-Dame
- Châtenay
- Châtillon-en-Dunois
- Chaudon
- Chauffours
- La Chaussée-d'Ivry
- Cherisy
- Chuisnes
- Cintray
- Civry
- Clévilliers
- Cloyes-sur-le-Loir
- Coltainville
- Combres
- Conie-Molitard
- Corancez
- Cormainville
- Les Corvées-les-Yys
- Le Coudray
- Coudray-au-Perche
- Coudreceau
- Coulombs
- Courbehaye
- Courtalain
- Courville-sur-Eure
- Crécy-Couvé
- Croisilles
- La Croix-du-Perche
- Crucey-Villages

## D
Dambron
- Dammarie
- Dampierre-sous-Brou
- Dampierre-sur-Avre
- Dancy
- Dangeau
- Dangers
- Denonville
- Digny
- Donnemain-Saint-Mamès
- Douy
- Dreux
- Droue-sur-Drouette

## E
Écluzelles
- Écrosnes
- Épeautrolles
- Épernon
- Ermenonville-la-Grande
- Ermenonville-la-Petite
- Escorpain
- les Étilleux

## F
Fains-la-Folie
- Faverolles
- Favières
- Le Favril
- La Ferté-Vidame
- La Ferté-Villeneuil
- Fessanvilliers-Mattanvilliers
- Flacey
- Fontaine-la-Guyon
- Fontaine-les-Ribouts
- Fontaine-Simon
- Fontenay-sur-Conie
- Fontenay-sur-Eure
- La Framboisière
- Francourville
- Frazé
- Fresnay-le-Comte
- Fresnay-le-Gilmert
- Fresnay-l'Évêque
- Frétigny
- Friaize
- Fruncé

## G
Gallardon
- Garancières-en-Beauce
- Garancières-en-Drouais
- Garnay
- Gas
- Gasville-Oisème
- la Gaudaine
- Le Gault-Saint-Denis
- Gellainville
- Germainville
- Germignonville
- Gilles
- Gohory
- Gommerville
- Gouillons
- Goussainville
- Guainville
- Le Gué-de-Longroi
- Guilleville
- Guillonville

## H
Hanches
- Happonvilliers
- Havelu
- Houville-la-Branche
- Houx

## I
Illiers-Combray
- Intréville

## J
Jallans
- Janville
- Jaudrais
- Jouy

## L
Lamblore
- Landelles
- Langey
- Lanneray
- Laons
- Léthuin
- Levainville
- Lèves
- Levesville-la-Chenard
- Logron
- Loigny-la-Bataille
- Lormaye
- La Loupe
- Louville-la-Chenard
- Louvilliers-en-Drouais
- Louvilliers-lès-Perche
- Lucé
- Luigny
- Luisant
- Lumeau
- Luplanté
- Luray
- Lutz-en-Dunois

## M
Magny
- Maillebois
- Maintenon
- Mainvilliers
- Maisons
- La Mancelière
- Manou
- Marboué
- Marchéville
- Marchezais
- Margon
- Marolles-les-Buis
- Marville-Moutiers-Brûlé
- Meaucé
- Le Mée
- Méréglise
- Mérouville
- Meslay-le-Grenet
- Meslay-le-Vidame
- Le Mesnil-Simon
- Le Mesnil-Thomas
- Mévoisins
- Mézières-au-Perche
- Mézières-en-Drouais
- Miermaigne
- Mignières
- Mittainvilliers
- Moinville-la-Jeulin
- Moléans
- Mondonville-Saint-Jean
- Montainville
- Montboissier
- Montharville
- Montigny-le-Chartif
- Montigny-le-Gannelon
- Montigny-sur-Avre
- Montireau
- Montlandon
- Montreuil
- Morainville
- Morancez
- Moriers
- Morvilliers
- Mottereau
- Moulhard
- Moutiers

## N
Néron
- Neuvy-en-Beauce
- Neuvy-en-Dunois
- Nogent-le-Phaye
- Nogent-le-Roi
- Nogent-le-Rotrou
- Nogent-sur-Eure
- Nonvilliers-Grandhoux
- Nottonville

## O
Oinville-Saint-Liphard
- Oinville-sous-Auneau
- Ollé
- Orgères-en-Beauce
- Orlu
- Ormoy
- Orrouer
- Ouarville
- Ouerre
- Oulins
- Oysonville
- Ozoir-le-Breuil

## P
Péronville
- Pézy
- Pierres
- Les Pinthières
- Poinville
- Poisvilliers
- Pontgouin
- Poupry
- Prasville
- Pré-Saint-Évroult
- Pré-Saint-Martin
- Prudemanche
- Prunay-le-Gillon
- La Puisaye
- Le Puiset
- Puiseux

## R
Réclainville
- Les Ressuintes
- Revercourt
- Rohaire
- Roinville
- Romilly-sur-Aigre
- Rouvray-Saint-Denis
- Rouvray-Saint-Florentin
- Rouvres
- Rueil-la-Gadelière

## S
Saint-Ange-et-Torçay
- Saint-Arnoult-des-Bois
- Saint-Aubin-des-Bois
- Saint-Avit-les-Guespières
- Saint-Bomer
- Saint-Christophe
- Saint-Cloud-en-Dunois
- Saint-Denis-d'Authou
- Sainte-Gemme-Moronval
- Saint-Denis-des-Puits
- Saint-Denis-les-Ponts
- Saint-Éliph
- Saint-Éman
- Saint-Georges-sur-Eure
- Saint-Germain-le-Gaillard
- Saint-Hilaire-sur-Yerre
- Saint-Jean-de-Rebervilliers
- Saint-Jean-Pierre-Fixte
- Saint-Laurent-la-Gâtine
- Saint-Léger-des-Aubées
- Saint-Lubin-de-Cravant
- Saint-Lubin-de-la-Haye
- Saint-Lubin-des-Joncherets
- Saint-Lucien
- Saint-Luperce
- Saint-Maixme-Hauterive
- Saint-Martin-de-Nigelles
- Saint-Maur-sur-le-Loir
- Saint-Maurice-Saint-Germain
- Saint-Ouen-Marchefroy
- Saint-Pellerin
- Saint-Piat
- Saint-Prest
- Saint-Rémy-sur-Avre
- Saint-Sauveur-Marville
- Saint-Victor-de-Buthon
- Sainville
- Sancheville
- Sandarville
- Santeuil
- Santilly
- La Saucelle
- Saulnières
- Saumeray
- Saussay
- Senantes
- Senonches
- Serazereux
- Serville
- Soizé
- Sorel-Moussel
- Souancé-au-Perche
- Soulaires
- Sours

## T
Terminiers
- Theuville
- Le Thieulin
- Thimert-Gâtelles
- Thiron-Gardais
- Thivars
- Thiville
- Tillay-le-Péneux
- Toury
- Trancrainville
- Tremblay-les-Villages
- Tréon
- Trizay-Coutretot-Saint-Serge
- Trizay-lès-Bonneval

## U
Umpeau
- Unverre

## V
Varize
- Vaupillon
- Vérigny
- Ver-lès-Chartres
- Vernouillet
- Vert-en-Drouais
- Viabon
- Vichères
- Vierville
- Vieuvicq
- Villampuy
- Villars
- Villeau
- Villebon
- Villemeux-sur-Eure
- Villeneuve-Saint-Nicolas
- Villiers-le-Morhier
- Villiers-Saint-Orien
- Vitray-en-Beauce
- Voise
- Voves

## Y
Yermenonville
- Yèvres
- Ymeray
- Ymonville